# Hemiphlebia mirabilis
Hemiphlebia mirabilis es una especie de odonato zigóptero y único miembro de la familia Hemiphlebiidae. Es endémica del sur de Australia y Tasmania.

## Conservación
Hemiphlebia mirabilis había sido categorizado como una especie en peligro de extinción para la Lista Roja de la IUCN. Sin embargo, ahora se sabe que su área de distribución es mucho más extensa de lo que se creía anteriormente, lo que permitió su una categorización como especie bajo preocupación menor.